# Retrato de Sutherland de Winston Churchill

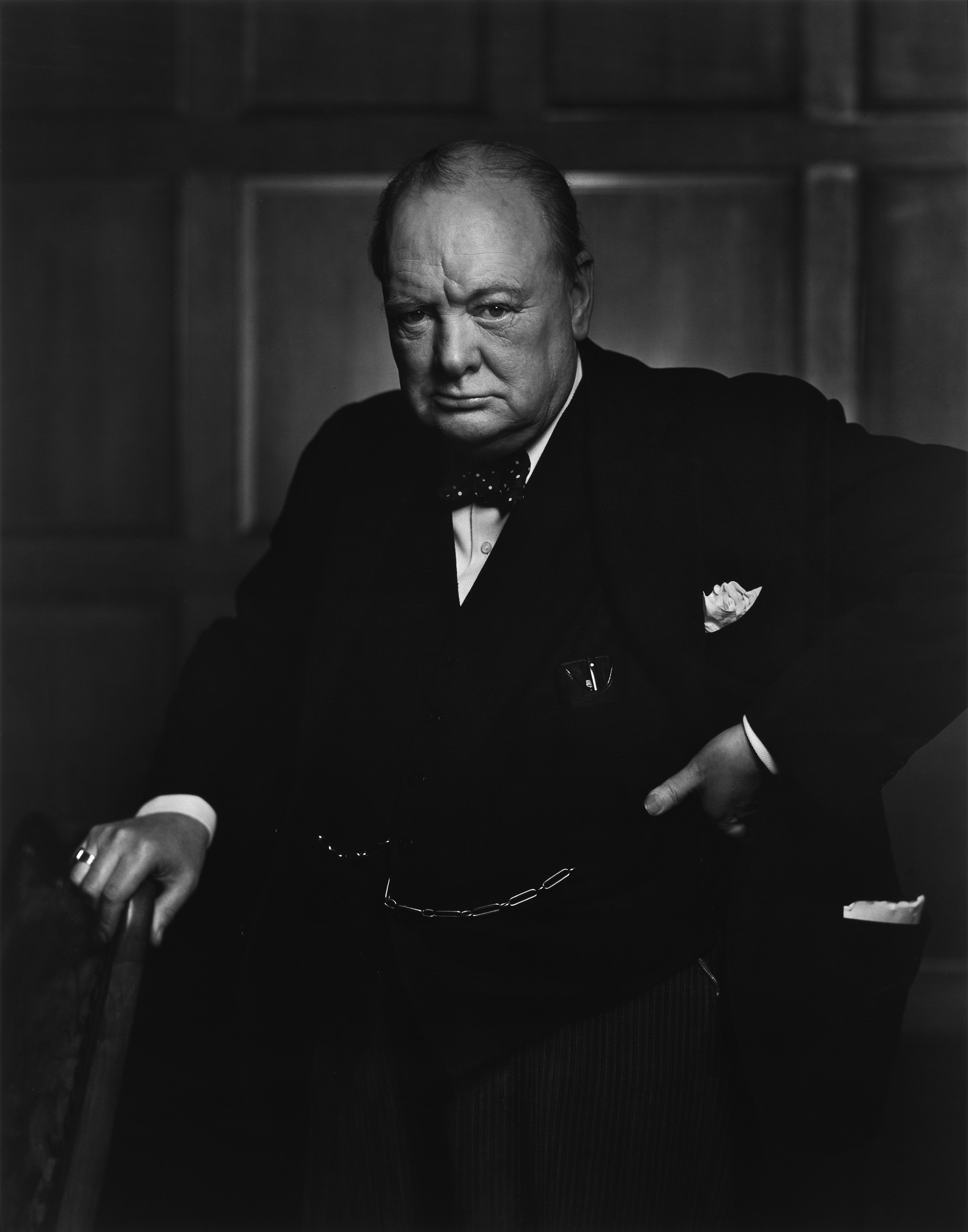
Sir Winston Churchill.

El «Retrato de Winston Churchill» del artista británico Graham Vivian Sutherland se creó en 1954. Miembros de la Cámara de los Comunes y de la Cámara de los Lores encargaron el lienzo para conmemorar el cumpleaños ochenta de Sir Winston y se le presentó en el Palacio de Westminster. Sin embargo, a Churchill no le gustó el lienzo, tomó una promesa de su esposa de que «el lienzo nunca verá la luz del día». Durante mucho tiempo después de la presentación, la pintura se mantuvo en el sótano de la casa solariega de la familia Churchill; los cónyuges se negaron rotundamente a exhibirla en exposiciones temporales. Todo esto dio lugar a dudar de que el lienzo aún existiera. 
El tema de la creación de un retrato de Winston Churchill y su destrucción por iniciativa de la esposa del político ha atraído repetidamente la atención de los medios de comunicación. Esto sucedió por primera vez a fines de la década de 1970, cuando se confirmó el hecho de la quema del lienzo. El periódico británico The Sunday Telegraph publicó un artículo que desató una discusión sobre el derecho de la familia del político a realizar tal acción en relación con una obra de arte, aunque le perteneciera como propiedad privada (en ese momento, las condiciones para la permanencia del lienzo con la familia Churchill aún no se conocía en detalle). En el mismo 1978, el periódico estadounidense The New York Times también dedicó un artículo al retrato. En la década de 2010, las publicaciones sobre el tema de la pintura de Sutherland reaparecieron en publicaciones tan importantes como The Times y The Telegraph, esta vez en relación con los documentos que se abrieron se discutió la versión más fiable de las circunstancias de la destrucción del lienzo y las personas directamente involucradas en este acto. La historia del lienzo se refleja en las memorias de contemporáneos, monografías científicas, obras de divulgación, documentales y películas de ficción. Algunos bocetos preparatorios para la pintura de Sutherland sobreviven y se encuentran en la colección de la Galería Nacional de Retratos de Gran Bretaña en Londres y la Galería de Arte Lord Beaverbrook.
El crítico de arte, director de la Galería de Arte de la Universidad de Yale en 1957-1971, Andrew Carnduff Ritchie, calificó la pintura de Sutherland como «una de las mejores de nuestro tiempo», «siendo considerada un retrato o una obra de pintura». La trágica destrucción del lienzo se considera «el acto de destrucción sin sentido más notorio en la historia del arte británico moderno».

## Lienzo
A Churchill se le representó por el artista sentado en un sillón, sin un puro. Tiene el rostro de un hombre cansado con las comisuras de los labios hacia abajo, sus manos están en los apoyabrazos de la silla. La historiadora Celia Li describió la imagen de la siguiente manera: «Winston se veía frágil, sentado en una silla, estaba encorvado, un hombro estaba más alto que el otro … sus fosas nasales estaban levantadas y mostraba signos de un derrame cerebral reciente; abrió la boca levemente, las arrugas eran notables debajo de la barbilla». Ella escribió que cuando Churchill se paró en el escenario de Westminster Hall junto al retrato, uno podría estar convencido: «la imagen en el retrato es unos veinte años más vieja que la figura que está frente a él». Recordó que en ese momento la prensa publicaba fotografías solo en blanco y negro, y revistas de moda y arte, reproducciones en color. Debido a que usaron sus propios efectos de color, la pintura se le apareció al espectador en diferentes tonos, dependiendo de cómo se presentara. Algunas publicaciones oscurecieron el fondo a un marrón oscuro, como resultado, la figura de Winston apenas se podía ver, mientras que otras tiñeron el lienzo de amarillo y naranja, resaltando la figura del político, lo que fue mucho peor para su imagen.
La técnica de pintura es al óleo sobre lienzo. El tamaño del cuadro que no ha llegado hasta nuestros días era de 147,3 × 121,9 cm. Este tamaño fue nombrado por el propio Sutherland a Rudy von Leiden en una reunión personal en 1979.
En la National Portrait Gallery de Londres hay trabajos preparatorios para el lienzo: un boceto del rostro del político (óleo, lienzo, 1954, 34,5 × 31,1 cm, en el museo desde 1980, obsequio de la esposa del artista, inv. NPG 5332 , se mostró en la exposición ««The Face of Britain: Power» en septiembre de 2015 - enero de 2016), un dibujo a lápiz de la versión final (papel, lavado, 1954, 57,0 × 44,0 cm, inv. NPG 6096, comprado en 1990), un primer boceto de la composición del retrato, donde la figura del político se desplaza hacia la derecha (en el cuaderno de bocetos del artista, 1954, 26,0 × 36,2 cm, en el museo desde 1980, donado por la esposa del artista, inv. NPG 5330 ), un boceto de la mano de Churchill (pluma, tinta, lápiz, papel, 1954, 21,0 × 16,5 cm, en el museo desde 1980, donado por la esposa del artista, inv. NPG 5334), la representación del rostro de un político en un giro de tres cuartos (óleo sobre lienzo, 1954, 40,3 × 30,5 cm, en el museo desde 1980, obsequio de la esposa del artista, inv. NPG 5334) y una cara pastel del político en un giro de tres cuartos (1954, 54,6 × 41,6 cm, en el museo desde 1980, obsequio de la esposa del artista, inv. NPG 5334). La Galería de Arte Beaverbrook también tiene una cantidad significativa de bocetos que Sutherland creó en el proceso de trabajo en el retrato.
Algunos de los bocetos para el retrato contienen notas manuscritas de Graham Sutherland pero son difíciles de distinguir y por lo tanto, descifrar. Entre ellos: «Hecho cuando Wu [inston]. S [pensionista]. H [Churchill]. juega a las damas con [¿María?] Soames el 14 [noviembre] de 1954 [año]». Luego hubo seis refinamientos textuales a elementos individuales del retrato-boceto: cejas, pómulos, sombras debajo del mentón, labio superior, sienes, párpados …

## Historia

### Pedido
El cuadro «Retrato de Winston Churchill» del artista británico Graham Sutherland, por voluntad de las circunstancias, se ha convertido en el retrato más famoso de un político. En 1954, el primer ministro cumplió 80 años. La idea de regalarle el cuadro por su cumpleaños perteneció al presidente del Comité de Honor de Winston Churchill, el miembro del Partido Laborista Frank McLeavy. También se suponía que la Cámara de los Comunes presentaría a Churchill un libro bellamente encuadernado con una inscripción dedicatoria y con las firmas de todos aquellos de sus diputados que se unieron a las felicitaciones (una pequeña parte de los diputados se negó a participar en las felicitaciones del político).
La pintura se le encargó a Sutherland por miembros de ambas cámaras del Parlamento británico. Recaudaron 1.000 guineas para financiar el retrato. La historiadora Celia Li escribió que se trataba de donaciones individuales de miembros de todos los partidos políticos de la Cámara de los Comunes y la Cámara de los Lores. Esa suma de dinero en aquellos días se percibía como muy grande.
Jonathan Black, doctor en historia del arte, empleado de la Universidad de Kingston, en su libro sobre la encarnación de la imagen de Churchill en la pintura, aclaró que en un comité parlamentario especial que se ocupa del retrato, se discutió inicialmente la candidatura de otro artista: el luego reconoció al retratista Herbert James Gunn, quien poco antes había hecho un retrato de la familia real, bien recibido por la opinión pública y la crítica. A Gunn, sin embargo, se le consideró un pintor demasiado caro. Luego la diputada laborista Jenny Lee, con el apoyo del Secretario del Comité, el diputado del Partido Conservador Charles Doughty propuso a un joven llamado Graham Sutherland, recientemente de moda y, por lo tanto, más barato. Un conocedor del legado teórico de Churchill, el director del Instituto de Investigación Histórica de la Universidad de Londres, David Kennedine, escribió que el encargo de la pintura a Graham Sutherland se llevó a cabo por iniciativa del importante crítico de arte británico Kenneth Clark. Unos días después, el 14 de julio de 1954, Charles Doughty envió una carta a Sutherland, invitándolo formalmente a pintar el retrato. El retrato debía ser pintado «de cuerpo entero» y completado antes de que le fuera entregado al político en su cumpleaños (el lienzo le fue entregado al héroe el 30 de noviembre de 1954 en la sala de reuniones de la Cámara de los Comunes).
El artista estuvo de acuerdo, aunque tenía dudas sobre una orden tan ruidosa. La discusión posterior de la pintura de Sutherland con el secretario del comité planteó dos preguntas:
- Winston Churchill debería ser retratado con el traje con el que solía asistir a las reuniones parlamentarias;
- el retrato debía ser entregado al político en su cumpleaños (según la historiadora Celia Lee, el propio Churchill pidió tímidamente que se le permitiera llevarse el cuadro a casa para exhibirlo en una de las habitaciones[8]), pero después de su muerte el lienzo debía regresar a la Cámara de los Comunes. Incluso se le mostró al artista un lugar en la pared donde se ubicaría más adelante.

Charles Doughty, Secretario del Comité Parlamentario, sin embargo, escribió a Sutherland en una carta privada: «Los detalles [del retrato], el vestuario, el escenario y otros asuntos deben, por supuesto, ser objeto de un acuerdo entre usted y Sir Winston... Ciertamente no intentaremos interferir con cuestiones técnicas de este tipo». La carta no mencionó dónde y cuándo se ubicaría el lienzo. McLeavy declaró más tarde que no se habían impuesto condiciones a Sutherland. Sin embargo, algunos miembros del Comité supusieron de hecho que el retrato se colocaría en la Cámara de los Comunes, aunque no se llegó a ningún acuerdo al respecto. Otros políticos prominentes, cuyos retratos adornan los pasillos de Westminster Hall, y que fueron mucho menos exitosos o famosos que Winston Churchill, han sido representados de gala. La hija del político, Mary Soames, escribió en la biografía de su madre que la transferencia de la imagen al parlamento después de la muerte del político se discutió en una etapa temprana de preparación para la celebración del cumpleaños del político, «pero esta condición, por supuesto, fue no formulado en ningún documento que yo conozca». Esta idea, dijo, tampoco fue ««mencionada en ninguno de los discursos en la presentación de la imagen».
Varias semanas después de la orden, Sutherland se puso en contacto con un amigo cercano de Winston Churchill, Lord Beaverbrook, quien, en 1951, invitó a Sutherland a escribir sobre la vida de Churchill. Más tarde, ya en el curso de los trabajos del retrato, fue Lord Beaverbrook a quien el artista informó sobre su progreso.–

### Trabajo
En Gran Bretaña en ese momento, Sutherland fue percibida como una de las dos figuras contemporáneas más importantes de las artes visuales. Vivió en Pembrokeshire, Gales. Básicamente, el artista pintó pinturas y frescos sobre temas religiosos, pero también creó retratos de sus destacados compatriotas. Entre ellos destaca un retrato del escritor Somerset Maugham, pintado en 1949.
Lord Charles Moran, médico personal de Winston Churchill de 1940 a 1965, relató el proceso de creación de la pintura: «Después del final de la guerra, la mayor parte del tiempo [de Churchill] se dedicó a diseñar y editar el papel que desempeñó en la historia y  le sorprendió que sus ideas y las de Graham Sutherland fueran tan distantes». En opinión de Moran, las intenciones de Sutherland eran impecables. El problema no era «que admirara muy poco al primer ministro, sino que lo adoraba demasiado ciegamente». Graham Sutherland iba a retratar el tipo de Churchill que detuvo al enemigo y salvó a Inglaterra, y la forma en que el político, sin decir una palabra, aceptó los deberes de un modelo, convenció al artista de que estaba en el camino correcto. Sutherland declaró: ««Quería … retratar a Churchill como una roca», «Hay tantos Churchill. Tengo que encontrar el verdadero». Cuando Moran se dio cuenta de que «el artista tenía la intención de pintar un león en una situación desesperada», trató de advertirle, pero Sutherland no escuchó sus palabras.
El político comenzó a posar para Sutherland en su finca de Chartwell el 26 de agosto de 1954.El historiador de arte británico especializado en pintura del siglo XX, Douglas Cooper, afirmó que el retrato se completó el 20 de noviembre del mismo año. Rick Gekoski, escritor, presentador de televisión, librero de segunda mano y ex profesor de la Universidad de Warwick, también afirmó que el político posó para el artista desde agosto hasta noviembre de 1954. La hija del político, Mary Soames, escribió que su padre accedió a tres sesiones de poses.

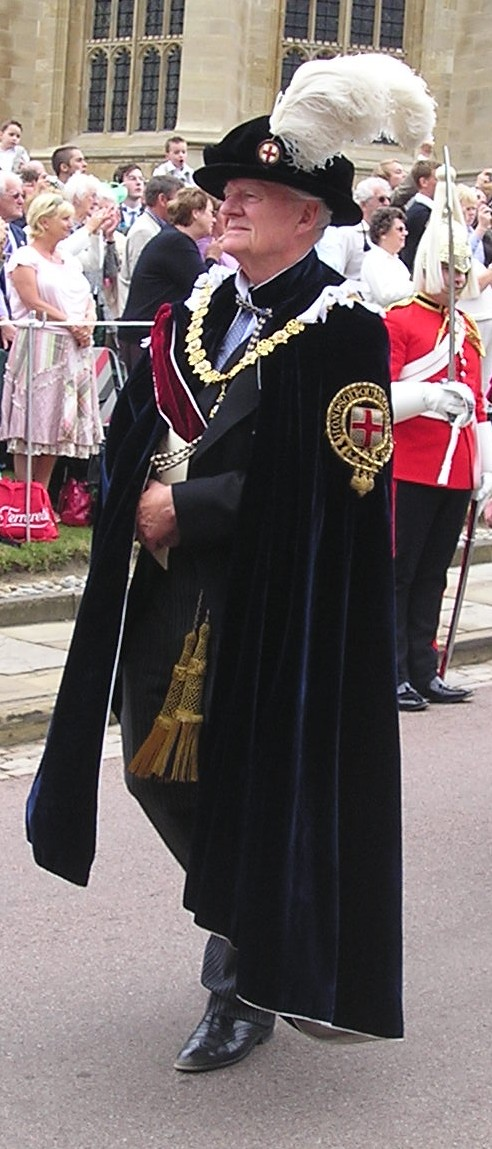
Toga de un caballero de la Orden de la Jarretera.

Churchill desde el principio asumió que sería representado con el atuendo de un caballero de la Orden de la Jarretera. El político no quiso ver ni una pizca de papada. También quería que el artista lo representara en un estrado desde un punto de vista más bajo. A las demandas del político, el artista respondió que se le pidió que retratara al primer ministro como suele aparecer en la Cámara de los Comunes: con chaqueta negra, chaleco, pantalón de rayas y corbata manchada. Tres sesiones en Chartwell tuvieron lugar los días 26, 29 y 31 de agosto de 1954. El artista notó que la boca de Churchill estaba baja en una esquina, lo que de hecho era evidencia de un derrame cerebral sufrido por el primer ministro. Seguía siendo un estricto secreto. Aunque Sutherland no sabía sobre el derrame cerebral, pero en ese momento sintió que en la salud del político «algo salió mal». El doctor en ciencias filosóficas Vyacheslav Shestakov afirmó que hubo 10 sesiones en total.’ Ronald Ellie, crítico de arte y autor de una monografía sobre la obra de Sutherland, escribió que la obra con la participación directa del modelo duró unas cuatro semanas tanto en Chartwell como en la residencia oficial en el campo del primer ministro británico en Checkers. (Posando en Chequers, sin embargo, Mary Soames atribuyó al fin de semana a mediados de noviembre). Sonia Purnell, periodista y escritora escribió cuidadosamente sobre «algunas sesiones» y las dos semanas que duraron. Durante este tiempo Sutherland realizó unos doce bocetos a lápiz y carboncillo, seis bocetos al óleo y una gran cantidad de dibujos de partes individuales del cuerpo de su modelo y elementos de su vestuario: manos, ojos, nariz, boca, zapatos … .

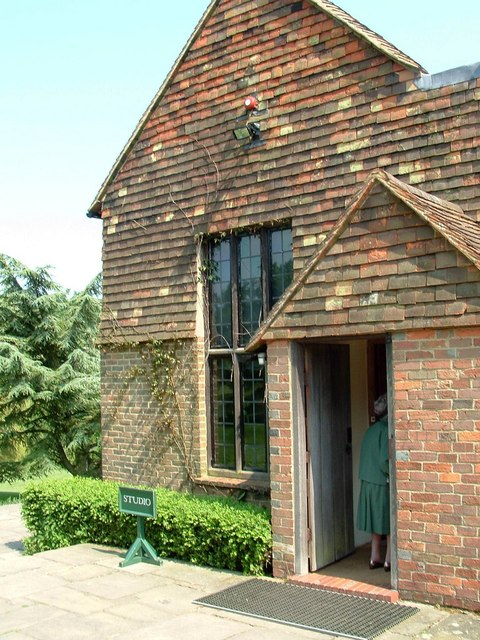
Estudios de Winston Churchill en Chartwell, Kent.

El propio Sutherland escribió sobre una reunión con un político durante la primera sesión de poses: «De repente vi que una nariz apareció en la esquina de la puerta, solo una nariz, y esa era Churchill. Con la mirada ligeramente sesgada que usaba, supongo que para intimidar a la persona con la que estaba saliendo, en parte, me estrechó y me mostró sus manos, las manos de su madre … pensó que las manos de su madre eran como las suyas». Una vez, en una de las sesiones de poses, Churchill le dijo al artista que estaban participando en un duelo: tal vez deberían haberse pintado el uno al otro al mismo tiempo. Rick Gekoski escribió que Winston Churchill tenía una pose aparentemente irritable y difícil que tendía a hundirse en una silla frente al artista durante una sesión posterior a la bebida a la hora del almuerzo. Estaba de buen humor «sólo por la presencia de su perro» (llamado Rufus). Algunos autores, por el contrario, escribieron que después del almuerzo (fue entonces cuando se realizaron las sesiones), Churchill se volvió «letárgico», ya que estaba acostumbrado a dormir durante el día.
Mary Soames, al citar a los contemporáneos que supervisaron la creación del retrato, escribió en su libro «Churchill: His Artist's Life» que Churchill y Sutherland se llevaban bien. Posteriormente, desde que le agradara Sutherland mientras el posaba, le dolió al político que «el brillante artista con el que se hizo amigo, sentado frente a él, viera en él [Churchill] un monstruo rudo y cruel». Winston, al comienzo del trabajo en el retrato, preguntó: «¿Me vas a pintar con un bulldog o un querubín?», el artista respondió: «¡Depende de lo que me muestres!». El 1 de septiembre de 1954, Clementine Churchill le escribió a su hija Mary que Graham Sutherland era «la persona más atractiva». Ella se negó a creer que los diseños salvajes que a menudo encarna en el lienzo sean realizados por su pincel.
La secretaria personal del político, Jane Portal, complementó la escena de la pose en sus entrevistas posteriores: Churchill siempre escribía o leía durante las sesiones, también le dictaba a Portal las letras que ella mecanografiaba en una máquina de escribir; la pose real en Chartwell Manor tuvo lugar en el estudio de Winston Churchill, ubicado en un jardín fuera de la casa solariega, a unos metros de una colina empinada; hubo de diez a doce sesiones, cada una de las cuales duró aproximadamente dos horas.
Celia Li describió posar de manera diferente. Según ella, durante las sesiones, el guardaespaldas personal del modelo, Edmund Murray, estuvo presente, el artista invitó dos veces a su fotógrafo personal Felix Man, Churchill fumaba puros constantemente y el humo interfirió con el trabajo del pintor (aunque le dio sus costosos puros a Sutherland e incluso permitió que los recogieran para sus amigos). La historiadora de arte y artista Rosalind Tuillier mencionó que la fotógrafa de moda de la revista The Ambassador Elsbeth Judah en un momento realizó una serie de fotografías de Churchill, lo que ayudó mucho al artista a la hora de crear la versión final del cuadro.
Winston Churchill pudo ver el comienzo del trabajo en el retrato y quedó asombrado por la habilidad del dibujo de Sutherland. A Sutherland también le agradaba su postura. El artista dijo sobre Churchill: «Siempre estuvo atento, siempre amable, siempre divertido y receptivo». A veces su esposa venía con el artista, también inspiró a Winston, la esposa del político Clementine y otros miembros de su familia. La secretaria de Churchill, Jane Portal, recordó más tarde que Sutherland no permitió que el modelo mirara el lienzo. «Dibujó en una hoja de papel y dijo: «Así será»», escribió. Cada vez que Sutherland se iba a trabajar, se cubría el retrato. Cuando el artista terminó el retrato, se lo llevaron de inmediato. Para entonces, ninguno de los familiares del político había visto la imagen. Jane Portal, muchas décadas después, recordó en una entrevista que cuando Churchill trató de obtener permiso para seguir el proceso de trabajo, el artista le dijo: «No, tengo una regla: nunca te permito ver mi trabajo hasta que esté terminado».
El propio Sutherland dijo que el político solía levantarse e ir al caballete para ver cómo avanzaba el trabajo en el retrato. Una mañana, cuando Sutherland volvió a su pintura, descubrió que el retrato «mejoraba» de la noche a la mañana y sugirió que Churchill intervenía en el proceso de creación de la pintura. Sutherland afirmó haber realizado dos bocetos más al óleo, diferentes de la versión final. Se le mostró uno a Sir Winston solo después de que se lo presentaran por su cumpleaños. Más tarde se completó y se vendió a Lord Beaverbrook. En este boceto, el político vestía el atuendo de la Orden de la Jarretera. Más tarde le dio el otro a Alfred Hecht.

### Presentación del retrato a Winston Churchill
Churchill vio el cuadro dos semanas antes de la ceremonia y no le gustó mucho (según otra versión, sucedió una semana antes de la presentación). Anthony Forbes Moir mantuvo las palabras del político en el momento en que vio la obra de Sutherland: «¿No es una calumnia? No lo aceptaré. No pasaré a la historia de esta forma», (sin embargo, Moir argumentó que a Churchill no se le mostró el retrato en sí, sino su fotografía).